# Glaucia di Crotone
Glaucia di Crotone (in greco antico: Γλαυκίας?, Glaukìas; Crotone, ... – Crotone, dopo il 588 a.C.) è stato un atleta greco antico e cittadino di Crotone.

## Biografia
Fu il primo atleta crotoniate ad ottenere la vittoria nelle gare di stadion durante i Giochi Olimpici del 588 a.C.
Questi dati vengono riportati su di lui da Pausania, che lo chiama Glaucia, a differenza di Eusebio, che per gli stessi riferimenti fa menzione di un Glicone.